# Девайтіс (роман)
Девайтіс. Сучасний роман (пол. Dewajtis. Powieść współczesna) — позитивістський соціальний роман Марії Родзевичувни 1889 року.
Роман отримав нагороду на літературному конкурсі газети «Kurier Warszawski», де був надрукований вперше (№ 121—256). Наступного року з'явилося книжкове видання, також видане «Kurier Warszawski». «Девайтіс» був дуже добре прийнятий сучасної літературною критикою, його помітили всі великі журнали, рецензенти, які часто самі були письменниками (серед них Марія Конопницька). Помічений ними талант автора критики хвалили за патріотичні й суспільні тенденції, але одночасно критикували художню простоту твору.
До кінця 19 століття роман перевидавався ще двічі, а за життя авторки витримав 13 видань польською мовою. Роман перекладався іноземними мовами: литовською (1890), німецькою (1894), сербською (1896), англійською (1901), французькою (1904), угорською (1912), чеською (1921), словацькою (1933). У Польщі роман адаптували для сцени (1910) і для радіоп'єси (1969). У роки війни та окупації публікувався також за кордоном (Лондон 1943; Чикаго, Палестина 1944; Рим 1945). У післявоєнний період найбільшого накладу вона досягла у видавництві «Wydawnictwo Literackie»; його досі багато читають і перевидають, у тому числі приватні видавництва. У 2023 році Польське телебачення випустило 7-серійний серіал під тією ж назвою.
В перекладі з литовського «Dewajtis» означає «дохристиянський бог; його статуя». Письменницю надихнув 500-річний дуб з назвою Девайтіс, який ріс неподалік її помешкання.

## Сюжет

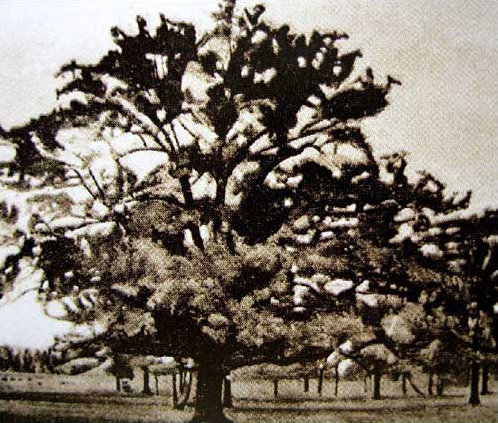
Дуб «Девайтіс» у маєтку Родзевичів у Грушево (фото 1937 р.)

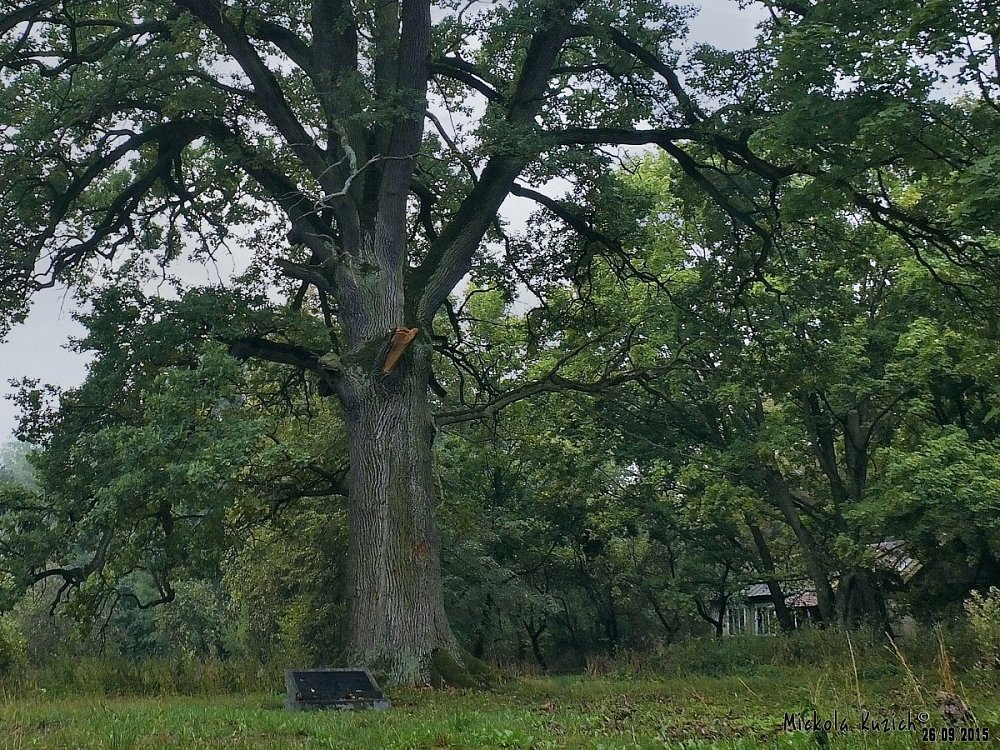
Дуб «Девайтіс» у Грушево (фото 2015 р.)

Смерть деспотичного батька не звільняє молодого Марека Чертвана від надмірних обов'язків, але додає до його життя новий тягар. Досі експлуатований родиною мачухи, він, як найстарший з дітей і довірена особа батька, має додатково опікуватися маєтком Пошвице, що залишився після його загиблого друга Казімєжа Орвіда. Вроджена покірність замкнутого жмудина не дозволяє йому опиратися цьому рішенню, яке стає для нього вироком, що руйнує намір влаштувати своє життя самостійно, а вроджена працьовитість змушує його докладати надзвичайних зусиль і жертвувати собою в ім'я чужого блага. Як «беземоційна» людина обов'язку, він у важкій праці набуває багато рутини, знань і досвіду, загартовує свою стійкість до протилежностей, хоча чужий для свого оточення і незрозумілий — він залишається майже самотнім. Символічну підтримку він знаходить у старовинному дубі Девайтіс, що вцілів біля руїн литовської фортеці — символі постійності, стійкості та вірності рідним традиціям. Покинутий нареченою, все ще експлуатований мачухою та її блудним сином, висміяний і позбавлений навіть людського співчуття, Марек вірно служить лише ветерану Римку Рагісу та його тітці Анеті. Ситуацію не полегшують також його вільні та неприємні стосунки зі зведеними братами, зовсім не схожими на нього. Починаються пошуки спадкоємців Орвіда, яким потрібно якнайшвидше передати прибутковий і успішний маєток.
Долю Марека остаточно змінює звістка від зведеної сестри про те, що в Америці знайшли Ірену Орвід — єдину доньку трагічно загиблого там Казімєжа. Молодий Чертван хотів би передати їй фатальний спадок і нарешті почати жити власним життям. Однак доля знову стає на його шляху, не даючи йому повністю відмовитися від опіки над Пошвичем і поступово віддаючи його під чари молодої спадкоємиці, для якої він стає мимовільним опікуном. Його гордість і зарозумілість не дозволяють йому прийняти щирі почуття Ірени. Марек довго і наполегливо захищається від неї, помилково вважаючи, що заздрісне оточення звинуватить його в розважливості, адже він одружується з дівчиною лише заради її статків, а насправді залишатиметься її слугою. У впертій боротьбі з самим собою він нарешті зіткнеться з драматичною подією, яка зробить у ньому остаточний прорив.

## Особливості роману

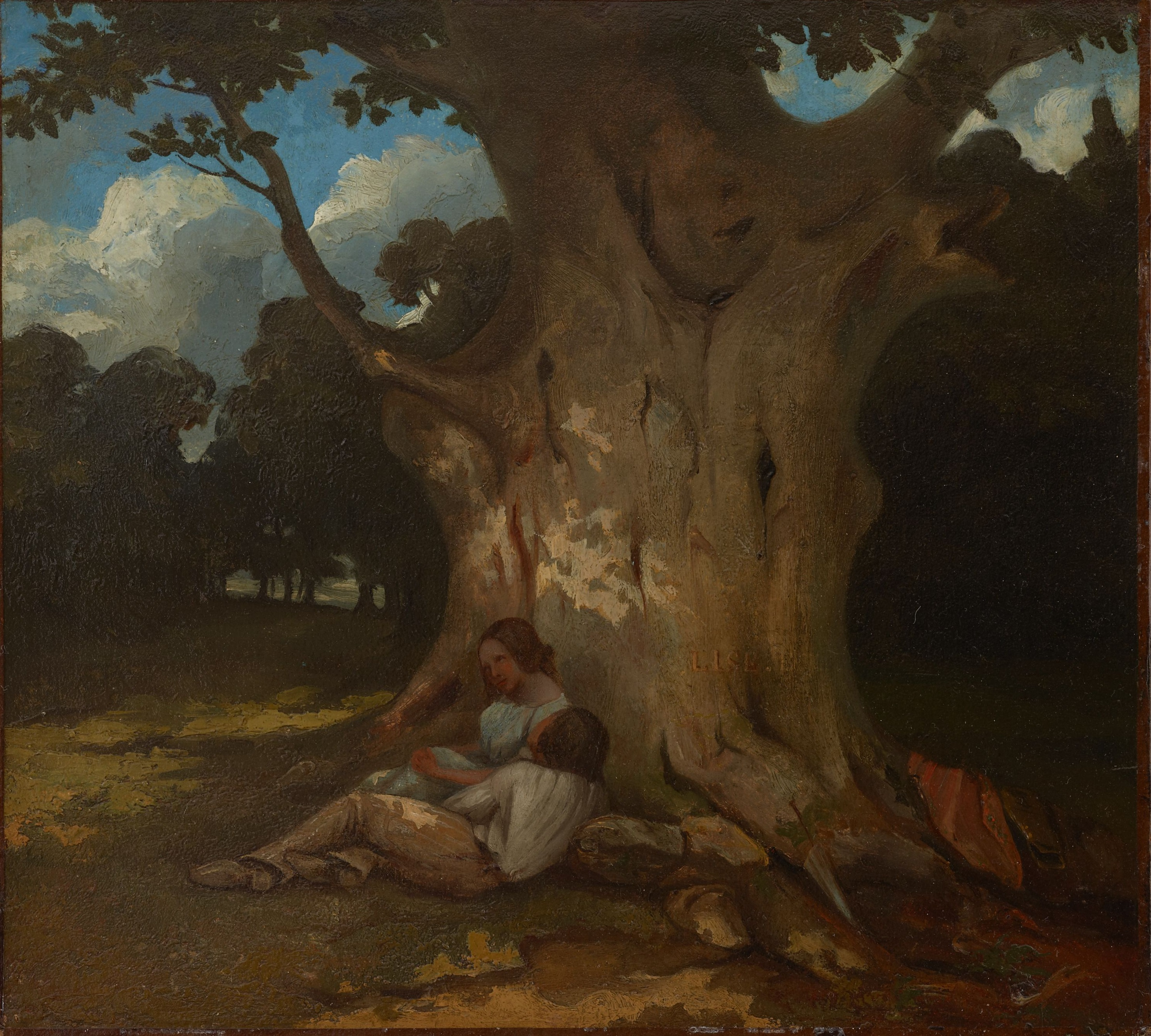
Девайтіс лагідно пробурмотів… Марек… сів поруч і нишком дивився в чарівне обличчя оповідачки.

Один із найвідоміших романів письменниці, «Девайтіс» — це пасторально-маєткова сімейна історія, що розгортається в Жемайтії 19-го століття, з вплетеним романтичним сюжетом. За своєю концепцією та загальною ідеєю він близький до іншого позитивістського роману — «Над Німаном / Nad Niemnem» Елізи Ожешкової, опублікованого в той самий період, але набагато об'ємнішого та сюжетно розгалуженішого.
Зосередившись на образі Марека Чертвана, авторка створила повчальну історію про надзвичайні зусилля людини, яка бореться з власною долею. Його натхненням є титульний дуб як символ вічної тривалості, незнищенності, а також традицій, що пов'язують мешканців з рідною землею. Його життя зосереджене навколо єдиної ідеї: збереження землі, всього родинного спадку, а мірилом цінності людини тут стає її ставлення до праці. У цьому позитивістському романі Чертван має виразні риси романтичного героя: самотній і замкнений у собі, у своїй впертій боротьбі незрозумілий для більшості. Водночас він є втіленням позитивістського ідеалу: психологічно сильний, працьовитий, наполегливий і непохитний у досягненні поставленої мети, а також значною мірою альтруїстичний у своєму прагненні до загального блага інших людей. Егоїстично, з іншого боку, він лише захищається від любові, але в кінцевому підсумку не здатний відмовитися від того блага, якого він був найбільш жорстоко позбавлений у своєму житті до цього часу.
Як і в трохи пізнішому романі «Пожежі та руїни / Pożary i zgliszcza» (1893), сюжет вирізняється вплетеною в сюжет «американською» темою, що виражає своєрідне захоплення письменниці далеким континентом як землею великих можливостей і не менш великих небезпек для її земляків, що емігрували туди в той час. Але авторка також використовує кілька казкових мотивів у своєму реалістичному творі (наприклад, казка про Вайдевута, легенда про Егле). Як зазначає А. Мартушевська, казкова схема присутня насамперед у головному сюжеті та стосується головного героя: це сюжет казки про Попелюшку, уособленням якої є юний Чертван — зневажений і принижений, але врешті-решт такий, що виявляє свою гідність перед іншими й отримує в нагороду кохану жінку і великі матеріальні блага, які є його єдиною заслугою.

## Екранізації
- Dewajtis — телесеріал 2023 року виробництва Telewizja Polska[5].